# 桜美林大学短期大学部
桜美林大学短期大学部（おうびりんだいがくたんきだいがくぶ、英語: Obirin Junior College）は、東京都町田市常盤町3758に本部を置いていた日本の私立大学である。1950年に設置され、2007年に廃止された。大学の略称は桜美林短大。

## 概要

### 大学全体
- 東京都町田市に所在した日本の私立短期大学で、設置主体は学校法人桜美林学園[注 4]。
- 国内で最初に認可された短期大学149校[注 5]の1校として、1950年に1学科体制で開学した[3]。
- 1955年度より増設により2学科体制となるも、2000年度入学生より再び1学科体制に縮小される。
- 2004年度の入学生を最後に[注釈 2]、短期大学としての使命を終える[注釈 3]。

### 建学の精神（校訓・理念・学是）
- 桜美林大学を参照

### 教育および研究
- 当初から閉学まで英語科が設けられ、「語学・文学」、「英語ビジネス」、「国際秘書」の各コースから成っていた。
- 後に設置された生活文化科では、「生活文化」、「インテリア」・「デザイン」・「生活情報」の各コースがあった。桜台セミナーハウスで同学科の授業の一環として、家庭生活の実践的セミナーが行われていた。
- キリスト教の思想に基づいた教育が行われていたことからも、「キリスト教学」をはじめとした宗教系科目があった。

### 学風および特色
- キリスト教の思想に基づいた教育がベースとなっているだけあって、「復活祭」・「聖霊降臨日[注 6]」・「元旦礼拝」などの宗教的行事が盛んに行われていたところにも特色がある。
- 以下の海外留学&研修が行われていた。
  - 長期留学プログラム：アメリカ合衆国・カナダ・ニュージーランドにて行われていた。
  - 短期留学プログラム：アメリカ・イギリス・オーストラリア・中国にて行なわれていた。
  - 国際協力研修プログラム：フィリピン・インド・バングラデシュ・ドイツにて行われていた。

## 沿革
- 1946年
  - 桜美林学園が創設される。
- 1949年
  - 10月 文部省[注釈 4]に短期大学[注 7]の設置認可に関する申請を行う[注 8]。なお、学科・専攻は以下の通りとなっている[注 9]。
    - 英儀英文学科 入学定員100名
- 1950年
  - 3月14日 左記を以て短期大学の設置が文部省[注釈 4]より認可される[注 10]。
  - 4月1日 左記を以て'桜美林短期大学（おうびりんたんきだいがく）として以下の学科体制にて開学する[注 11]。
  - 英語英文科 入学定員100名
- 1951年
  - 2月27日 学校法人が成立する[16]。
- 1954年
  - 5月1日 学生数[17]/定員
    - 英語英文科 54[注 12]/200
- 1955年
  - 4月1日 以下の学科を増設する[注 13]。
    - 家政科 入学定員40名[注 14]
- 1958年
  - 5月1日 学生数[21]/定員
    - 英語英文科 49[注釈 5]/100
    - 家政科 35[注釈 5]/80
- 1963年
  - 4月1日 以下、入学定員増あり[22]。
    - 英語英文科 50→100
    - 家政科 40→100
- 1963年
  - 5月1日 学生数[23]/定員
    - 英語英文科 194[注 15]/150
    - 家政科 126[注釈 5]/140
- 1964年
  - 5月1日 学生数[24]/定員
    - 英語英文科 217[注 16]/200
    - 家政科 121[注釈 5]/200
- 1973年
  - 4月1日 英語英文科の入学定員を100→200に増員[注 17]。
  - 5月1日 学生数[28]/定員
    - 英語英文科 608[注釈 5]/300
    - 家政科 421[注釈 5]/200
- 1975年
  - 5月1日 学生数[29]/定員
    - 英語英文科 854[注釈 5]/400
    - 家政科 538[注釈 5]/200
- 1976年
  - 4月1日 家政科の入学定員を100→150に増員[注 18]。
  - 5月1日 学生数[33]/定員
    - 英語英文科 817[注釈 5]/400
    - 家政科 562[注釈 5]/250
- 1977年
  - 5月1日 学生数[34]/定員
    - 英語英文科 761[注釈 5]/400
    - 家政科 606[注釈 5]/300
- 1985年
  - 5月1日 学生数[35]/定員
    - 英語英文科 628[注釈 5]/400
    - 家政科 436[注釈 5]/300
- 1986年
  - 4月1日 以下の通り入学定員増あり[注 19]。
    - 英語英文科 200→300
    - 家政科 150→200

  - 5月1日 学生数[42]/定員
    - 英語英文科 688[注釈 5]/500
    - 家政科 463[注釈 5]/350
- 1987年
  - 5月1日 学生数[43]/定員
    - 英語英文科 675[注釈 5]/600
    - 家政科 460[注釈 5]/400
- 1989年
  - 4月1日 家政科を生活文化学科と改称[注 20]。
  - 5月1日 学生数[48]/定員
    - 英語英文科 678[注釈 5]/600
    - 生活文化学科 238[注釈 5]/200
      - 家政科 218[注釈 5]/200
- 1992年
  - 5月1日 学生数[注 21]/定員
    - 英語英文科 684[注釈 5]/600
    - 生活文化学科 452[注釈 5]/400
- 1996年
  - 4月1日 生活文化学科の入学定員を200→150に減員[51]。
  - 5月1日 学生数[52]/定員
    - 英語英文科 696[注釈 5]/600
    - 生活文化学科 447[注釈 5]/350
- 1997年
  - 4月1日 英語英文科の入学定員を300→200に減員[53]。
  - 5月1日 学生数[54]/定員
    - 英語英文科 605[注釈 5]/500
    - 生活文化学科 424[注釈 5]/300
- 1998年
  - 5月1日 学生数[55]/定員
    - 英語英文科 493[注釈 5]/400
    - 生活文化学科 371[注釈 5]/300
- 1999年
  - 4月1日 以下の学科については、この年度で学生募集を最終とする[注 22]。
    - 生活文化学科[注 23]

  - 5月1日 学生数[61]/定員
    - 英語英文科 480[注 24]/400
    - 生活文化学科 363[注 25]/300
- 2002年
  - 4月1日 桜美林大学短期大学部と改称[注 26]。
- 2004年
  - 1月 平成16年度大学入試センター試験参加短期大学の1校となる[64][65]。
  - 4月1日 この年度で短期大学としての学生募集を最終とする[注釈 2]。
- 2007年
  - 4月27日 左記をもって正式に廃止となる[注釈 3]。

## 基礎データ

### 所在地
- 東京都町田市常盤町3758[注釈 1]

### 象徴
- 桜美林大学短期大学部のカレッジマークは右記資料を参照のこと[注 27]。

## 教育および研究

### 組織

#### 学科
- 英語英文科 入学定員200名[注 28]
- 生活文化学科 入学定員150名[注 29]

#### 専攻科
- なし

#### 別科
- なし

#### 取得資格について
- 中学校教諭二種免許状が設置されていた[注 30]
  - 英語
    - 英語英文科[注 31]

  - 家庭
    - 生活文化学科[注 32]

### 研究
- 『桜美林短期大学紀要』[75]
- 『桜美林短期大学紀要 家政学編』[76]

## 大学関係者と組織

### 大学関係者一覧
歴代学長
- 清水安三

#### 著名な出身者
- 小川勇夫：元政治家。
- 佐藤紀子：在大阪モンゴル国名誉領事
- 竹花梓：ファッションモデル・タレント、IARA GRACE所属
- 神田紫：講談
- 岡本妙子：元レディス4・アシスタント
- インリン・オブ・ジョイトイ：タレント
- 関伊利子：気象予報士、とちぎテレビ
- 石田季子：2001年度NFLサンフランシスコ・フォーティナイナーズ「Gold Rush」メンバー、2005年アルビレックスチアリーダーズ所属

## 施設

### キャンパス
- 短大独自の校舎が、外国語センター・LL館付近に立地されていた。

### 学生食堂
- 大学と同様、「文哉館」・「老実館」・「清友会館」・「ローズホール」を利用する学生が多かった。

### 寮
- 桜美林大学短期大学部の学生は大学と同様、女子学生を対象とした「桜寮」「崇貞寮」（以上が学園直営学生寮）や「桜美林ハイツ」（外部委託学生寮）と称した学生寮を使用することになっていた。

## 対外関係

### 他大学との協定

#### カナダ
- マラスピナ大学

#### アメリカ
- カリフォルニア大学

#### ニュージーランド
- クリストチャーチ大学

#### 中国
- 東北師範大学

### 系列校
- 桜美林大学
- 桜美林中学校・高等学校

### 編入学・進学実績
- 英語英文科：桜美林大学のほか横浜国立大学・信州大学・高崎経済大学・都留文科大学・和洋女子大学・青山学院大学・共立女子大学・杏林大学・恵泉女学園大学・駒澤大学・昭和女子大学・白百合女子大学・専修大学・津田塾大学・中央大学・東海大学・東京経済大学・武蔵大学・武蔵野大学・明治学院大学・立教大学・神奈川大学・相模女子大学・産業能率大学・フェリス女学院大学などへの編入学実績もあった。
- 生活文化学科：桜美林大学のほか女子栄養大学・東京家政大学・東京家政学院大学 などへの編入学実績もあった。

## 関連サイト
- 社会と桜美林